# Djebel Guezoul
Le djebel Guezoul (en amazigh : Adrar Gezzul) est une montagne de l'Atlas tellien située nord du Sersou, aux alentours de Tiaret, en Algérie. Elle culmine à plus de 1 200 m d'altitude.

## Toponymie
Le terme Guezoul proviendrait du nom de la tribu berbère des Guezoula. Il fut en effet appliqué à des populations (usage ethnique, ethnonyme) et même en tant que patronyme, notamment dans les formes « Guezoula, Guezazla et Guezouli ». Le nom de « guezoul », ou sa forme altérée, « ghezoul », émerge de manière singulière dans les textes de tous les historiens et chroniqueurs, au Moyen Âge, dans la région de Tahart/Tihart la médiévale : djebel Guezoul.
Il existe une racine amazighe GZL, qui donne les termes « monter, gravir une pente » en touareg,.
En arabe, le terme Guezoul se retranscrit « Ǧazzūl ».

## Géographie
Le djebel Guezoul est situé au nord du Sersou. Il culmine à plus de 1 200 m d'altitude. La ville de Tiaret est bâtie sur le versant sud du djebel Guezoul,.

## Histoire
La « nouvelle Tahert » fut construite sur les flancs du djebel Guezzoul à une dizaine de kilomètres d'un ancien établissement romain, qui correspond à l'actuel site de Tiaret.
Selon Al-Bakri, et surtout Ibn Khaldoun – eu égard à son long passage dans la région –, c’est sur ordre d'Ibn Rustom qu’on bâtit sur le flanc de cette montagne la ville de Tihert (ou Tiaret la moderne) en l'an 144 de l’hégire (761-762). L’hôte de Frenda précise : « Dans les temps anciens, les Matmata habitaient les plateaux de Mindas, aux environs d'Ouanchérich et du Guezoul, montagne du pays de Téhert ».